# Demétrio de Alexandria
Demétrio de Alexandria foi o patriarca de Alexandria, entre os anos de 189 e 232. Dentre os bispos daquela sé, é o primeiro de quem se tem um volume maior de informações (depois de Marcos, o Evangelista), muito por conta do seu envolvimento com Orígenes. Sexto Júlio Africano, que visitou Alexandria no tempo de Demétrio, coloca a sua ascensão como décimo-primeiro bispos após Marcos no décimo ano do reino de Cômodo. A afirmação de Eusébio de que ela teria se dado no décimo ano de Sétimo Severo está incorreta.
É venerado como santo pelas Igrejas Católica Romana, Ortodoxa e Copta.

## Primeiros anos em Alexandria
Enquanto Jerônimo (em De Viris Illustribus 36) alega que Demétrio enviou Panteno numa missão para a Índia, é provável que Clemente tenha sucedido Panteno como reitor da Escola Catequética de Alexandria antes da ascensão de Demétrio. Quando Clemente se aposentou (em 203 d.C.), Demétrio apontou Orígenes, que tinha então dezoito anos, como o sucessor de Clemente. Como sinal de sua dedicação extrema, e numa interpretação radical das Escrituras, Orígenes chegou a se castrar. Num primeiro momento, Demétrio aprovou a mutilação do jovem teólogo "mas depois a censurará".

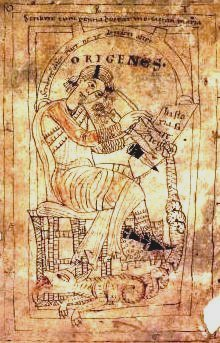
Orígenes.
In Numeros homilia XXVII, mosteiro de Schäftlarn (ca. 1160), atualmente Biblioteca Estatal da Baviera, em Munique.

Ainda que Demétrio fosse um acadêmico por seus próprios méritos, tomando parte inclusive na controvérsia sobre a data da Páscoa que preocupava a igreja no tempo do Papa Vítor I, o brilhantismo de Orígenes eventualmente acabou por abafar o brilho de seu mestre. E é através da relação entre os dois que Demétrio é definido do ponto de vista histórico.
Ele despachou Orígenes para o governador da Arábia Pétrea, que tinha requisitado a sua presença em cartas ao prefeito do Egito, assim como a de Demétrio. Quando o imperador Caracala saqueou Alexandria em 215 como punição por uma sátira contra ele, Orígenes fugiu para a Cesareia Palestina, onde os bispos locais obrigaram-no a dar sermões. Demétrio escreveu-lhe para responder que esta atividade não era apropriada para um leigo. Os bispos Alexandre de Jerusalém e Teoctisto de Cesareia escreveram de volta uma defesa e mencionaram precedentes de leigos dando sermões. Porém, apesar destes esforços, Demétrio chamou Orígenes de volta, diminuindo a tensão no relacionamento de ambos assim que chegou.
Atribui-se a Demétrio a ordenação dos três primeiros bispos em cidades do Egito. Foi também durante o seu patriarcado que as perseguições de Sétimo Severo irromperam na região.

## Briga com Orígenes
Em 230, a presença de Orígenes foi solicitada para resolver uma disputa na província da Acaia e que requeria presença física do teólogo. Assim, ele partiu para lá, pelo caminho da Palestina, provavelmente sem a permissão de Demétrio. Ainda por cima, Orígenes foi ordenado padre (por Alexandre e Teoctisto) na Cesareia sem permissão. Em 232, "ofendido por esta ordenação realizada por bispos estrangeiros, [Demétrio] torna pública a mutilação de Orígenes e reúne um sínodo de bispos e sacerdotes [Concílio de Alexandria] de 231 d.C.] que obriga o teólogo a abandonar o Egito", e depois enviou uma condenação formal a todas as igrejas. Roma aceitou a decisão, mas a Palestina, Fenícia, Arábia e Acaia rejeitaram-na. De Cesareia, Orígenes enviou cartas em sua defesa e atacando Demétrio. Além disso, segundo Fócio, Demétrio, junto de outros bispos egípcios, anulou a ordenação de Orígenes, declarando-o caído do sacerdócio.
Por fim, Demétrio colocou a Escola Catequética de Alexandria sob responsabilidade de Héraclas, o primeiro discípulo de Orígenes, o que talvez tenha sido seu último ato como bispo.
Demétrio morreu pouco tempo depois deste episódio.